# Jeff Fenech
Jeff Fenech (* 28. Mai 1964 in Sydney) ist ein ehemaliger australischer Profiboxer, der nach seiner aktiven Karriere als Boxtrainer arbeitete. Er gewann im April 1985 den IBF-Weltmeistertitel im Bantamgewicht, im Mai 1987 den WBC-Weltmeistertitel im Superbantamgewicht und im März 1988 den WBC-Weltmeistertitel im Federgewicht.
Er war der erste ungeschlagener Boxer, der WM-Titel in drei Gewichtsklassen gewinnen konnte. 1989 wurde er von der World Boxing Council zum Boxer des Jahrzehnts gewählt. 2002 fand er Aufnahme in die International Boxing Hall of Fame, nachdem er bereits 1986 in die Sport Australia Hall of Fame aufgenommen worden war. Weitere Auszeichnungen seiner Karriere waren die Wahl zu Australiens Sportler des Jahres 1985 und seine Aufnahme in die Australian National Boxing Hall of Fame 2003.
Als Amateur war er Teilnehmer der Olympischen Spiele 1984.

## Amateurkarriere
Jeff Fenech begann im Alter von 17 Jahren im Newtown Police Citizens Youth Club mit dem Boxsport, nachdem er zuvor Rugby gespielt hatte. Sein Trainer und Manager wurde Johnny Lewis, der ihn auch später bei den Profis betreute.
Fenech wurde 1983 Australischer Meister im Fliegengewicht und gewann noch im selben Jahr die Goldmedaille bei den Ozeanischen Meisterschaften in Sydney, sowie jeweils eine Bronzemedaille bei den Commonwealth-Meisterschaften in Belfast und dem Weltcup in Rom.
1984 gewann er erneut die Ozeanischen Meisterschaften in Taoyuan und nahm anschließend als Kapitän der australischen Boxstaffel an den Olympischen Spielen 1984 in Los Angeles teil, wo er René Centellas und David Mwaba besiegen konnte. Im Viertelfinale traf er auf Redžep Redžepovski und siegte laut Wertung der offiziellen Punktrichter mit 3:2, was Fenech den Einzug ins Halbfinale und sicheren Gewinn einer Medaille beschert hätte. Das Ergebnis wurde jedoch von einer Jury aufgehoben und stattdessen Redžepovski zum Sieger erklärt. Redžepovski unterlag später im Finale gegen den US-Amerikaner Steve McCrory.

## Profikarriere
Jeff Fenech wechselte nach den Olympischen Spielen in das Profilager. Betreut wurde er weiterhin von Johnny Lewis sowie unter anderem von Emanuel Steward und Colin Love. Sein Profidebüt gewann er am 12. Oktober 1984.
Er gewann sechs Kämpfe in Folge durch KO oder TKO, darunter im Februar 1985 gegen Wayne Mulholland, der im August 1985 Herausforderer des IBF-Weltmeisters Ellyas Pical wurde. Fenech boxte daraufhin in seinem erst siebenten Kampf am 26. April 1985 gegen den Japaner Satoshi Shingaki um die IBF-Weltmeisterschaft im Bantamgewicht und siegte durch TKO in der neunten Runde. Shingaki hatte den Titel seit April 1984 gehalten. Durch diesen Sieg wurde Fenech der erste Olympiateilnehmer von 1984, der einen WM-Titel bei den Profis erkämpfen konnte. Mit nur 196 Tagen als Profiboxer wurde er zudem einer der frühesten WM-Titelgewinner aller Zeiten.
Bis zu seinem Aufstieg in das Federgewicht gewann er sieben weitere Kämpfe, darunter drei Titelverteidigungen. Er schlug in einem Rückkampf im August 1985 Satoshi Shingaki durch TKO in der vierten Runde, sowie im Dezember 1985 den bis dahin ungeschlagenen US-Amerikaner Jerome Coffee (Kampfbilanz: 26-0) einstimmig nach Punkten. In seiner dritten Titelverteidigung am 18. Juli 1986 besiegte er den bis dahin ebenfalls ungeschlagenen Olympiasieger von 1984, Steve McCrory, durch TKO in Runde 14. McCrory hatte im olympischen Finale Redžep Redžepovski bezwungen, gegen den Fenech umstritten im Viertelfinale ausgeschieden war. Fenech siegte zudem in einem Nichttitelkampf am 11. April 1986 einstimmig nach Punkten gegen den ehemaligen WBC-Weltmeister Daniel Zaragoza, der im Laufe seiner Karriere noch drei weitere WM-Titel erkämpfte und 2004 ebenfalls in die International Boxing Hall of Fame aufgenommen wurde.
Nach dem Sieg gegen McCrory stieg Fenech zwei Gewichtsklassen, in das Federgewicht, auf und schlug in seinem ersten Kampf im April 1987 Tony Miller beim Kampf um die Australische Meisterschaft. Im Anschluss stieg er in das Superbantamgewicht ab, um gegen den ungeschlagenen thailändischen WBC-Weltmeister Samart Payakaroon anzutreten. Payakaroon hatte den Titel im Januar 1986 gegen Lupe Pintor gewonnen und im Dezember 1986 gegen Juan Meza verteidigt. Fenech dominierte den Kampf von Anfang an und siegte durch KO in der vierten Runde, was ihn zum ersten australischen Doppelweltmeister werden ließ.
Den Titel verteidigte er anschließend zwei Mal: Am 10. Juli 1987 durch KO in der fünften Runde gegen den späteren WBC-Weltmeister Greg Richardson und am 16. Oktober 1987 durch eine technische Entscheidung in der vierten Runde gegen den ehemaligen WBC-Weltmeister Carlos Zárate (66-2), der 1994 Aufnahme in die International Boxing Hall of Fame fand. Fenech hatte durch ein unbeabsichtigtes Foul (Zusammenstoß mit den Köpfen) eine Cutverletzung unter dem rechten Auge davongetragen, welche zum Kampfabbruch und zur Auswertung der Punktezettel führte, auf denen Fenech einstimmig geführt hatte.
Nach dem Kampf gegen Zárate stieg Fenech wieder in das Federgewicht auf und schlug in einem Testkampf im Dezember 1987 den Argentinier Osmar Avila (35-3) durch KO in der ersten Runde. Daraufhin erhielt er bereits am 7. März 1988 eine WM-Chance, als er gegen den Puerto-Ricaner Victor Callejas (25-1) um den vakanten WBC-Titel antreten durfte. Der Gürtel war zuvor von Azumah Nelson gehalten worden, der aber ins Superfedergewicht gewechselt war. Fenech beherrschte den Kampf und führte deutlich nach Punkten, ehe er seinen Gegner durch TKO in der zehnten Runde bezwang. Callejas war bereits zuvor zweimal am Boden. Fenech wurde damit der erste ungeschlagene Boxer, der WM-Titel in drei Gewichtsklassen gewinnen konnte. Dass er diesen Erfolg mit nur zwanzig Kämpfen erreicht hatte, stellte ebenso einen neuen Rekord im Boxsport dar, der erst 2015 von Kazuto Ioka eingestellt werden konnte.
Fenech erlitt in dem Kampf gegen Callejas eine Handverletzung, ein Umstand, der sich im Laufe seiner Karriere mehrmals wiederholte und zu chronischen Schmerzen führte. Dennoch verteidigte er den Titel im August 1988 durch TKO in der fünften Runde gegen Tyrone Downes. Ein identisches Ergebnis erzielte er im November 1988 gegen Georgie Navarro. Seine dritte Titelverteidigung gewann er am 8. April 1989 durch einstimmige Entscheidung nach Punkten gegen den späteren WBC-Weltmeister Marcos Villasana. Aufgrund von Verletzungen an beiden Händen, legte Fenech den Titel im Anschluss nieder und pausierte für über sieben Monate.
Am 24. November 1989 kehrte er als Superfedergewichtler in den Ring zurück und besiegte in einem WBC-Ausscheidungskampf Mario Martínez (47-5) einstimmig nach Punkten. Martinez war im Februar 1989 WM-Gegner von Azumah Nelson. Aufgrund seiner chronischen Handschmerzen musste Fenech nach dem Sieg jedoch sein Karriereaus verkünden.
Sein Comeback gab er im Januar 1991 mit einem Sieg durch TKO in der vierten Runde gegen John Kalbhenn, der Kanada bei den Olympischen Spielen 1984 vertreten hatte. Gleich in seinem nächsten Kampf am 28. Juni 1991 boxte er gegen Azumah Nelson um den WBC-Weltmeistertitel im Superfedergewicht und wäre mit einem Sieg zum ersten Weltmeister in vier Gewichtsklassen geworden. Obwohl Fenech den Kampf laut Beobachtern dominiert und Nelson in der letzten Runde an den Rand eines Niederschlages gebracht hatte, endete der Kampf unentschieden. Punktrichter Dave Moretti wertete den Kampf 114:114, Jerry Roth (Aufgenommen in die International Boxing Hall of Fame) wertete den Kampf 115:113 für Fenech und Miguel Donate wertete den Kampf 116:112 für Nelson. Fenech erhielt im November 2022 nachträglich den Sieg in diesem Kampf und damit den Weltmeistertitel von Seiten der WBC zugesprochen.
Durch das kontroverse Urteil wurde ein Rückkampf vereinbart, der am 1. März 1992 ausgetragen wurde. Diesmal war Fenech unterlegen und ging in den Runden 1, 2 und 8 zu Boden, ehe Ringrichter Arthur Mercante noch in der achten Runde Fenech nach weiteren schweren Treffern aus dem Kampf nahm. Nelson siegte durch TKO. Der Kampf wurde vom Ring Magazine zur Überraschung des Jahres gewählt.
Nach der Niederlage gegen Nelson bestritt Fenech für rund 15 Monate keinen Kampf mehr. Ein Comebackversuch im Juni 1993 scheiterte durch eine TKO-Niederlage in der siebenten Runde am ehemaligen IBF-Weltmeister Calvin Grove.
Im November 1995 kehrte Fenech abermals in den Ring zurück und gewann zwei Aufbaukämpfe, ehe er am 18. Mai 1996 beim Kampf um die IBF-Weltmeisterschaft im Leichtgewicht gegen Philip Holiday durch TKO in der zweiten Runde unterlag. Im Anschluss trat Fenech erneut vom Boxsport zurück.
Seinen letzten Kampf bestritt er am 24. Juni 2008 gegen Azumah Nelson und siegte über zehn Runden durch Mehrheitsentscheidung nach Punkten.

## Neben und nach dem Boxen
Fenech ist verheiratet und Vater von drei Kindern. Ende der 1980er spielte er zeitweise Rugby für die Parramatta Eels. Er war nach seiner aktiven Karriere Mitglied der Australischen Sportkommission und Kommentator für Sky.
Als Boxtrainer betreute er unter anderem Mike Tyson, Wachtang Dartschinjan, Lovemore N’dou, Danny Green, Daniel Geale, Billy Dib und Sakio Bika.